# The Slot
The Slot (englisch für Der Schlitz) ist ein kleiner und schnellfließender Gletscher im Australischen Antarktis-Territorium. In der Geologists Range fließt er vom Polarplateau zwischen Mount Ronca und Mount Summerson ab.
Die Nordgruppe der New Zealand Geological Survey Antarctic Expedition (1961–1962) sichtete ihn erstmals und gab ihm seinen insbesondere an die zahlreichen Gletscherspalten angelehnten deskriptiven Namen.